# جنزانو دي لوكانيا
جنزانو دي لوكانيا (بالإيطالية: Genzano di Lucania)‏ هي بلدية في مقاطعة بوتنسا في إقليم بازيليكاتا الإيطالي.

## السكان
في سنة 1861 بلغ عدد السكان 4٬995 نسمة، وتطور العدد ليصل في سنة 2011 لـ 5٬915 نسمة.
يظهر هذا المخطط البياني تطور النمو السكاني لـ جنزانو دي لوكانيا